# Pacific Proving Grounds

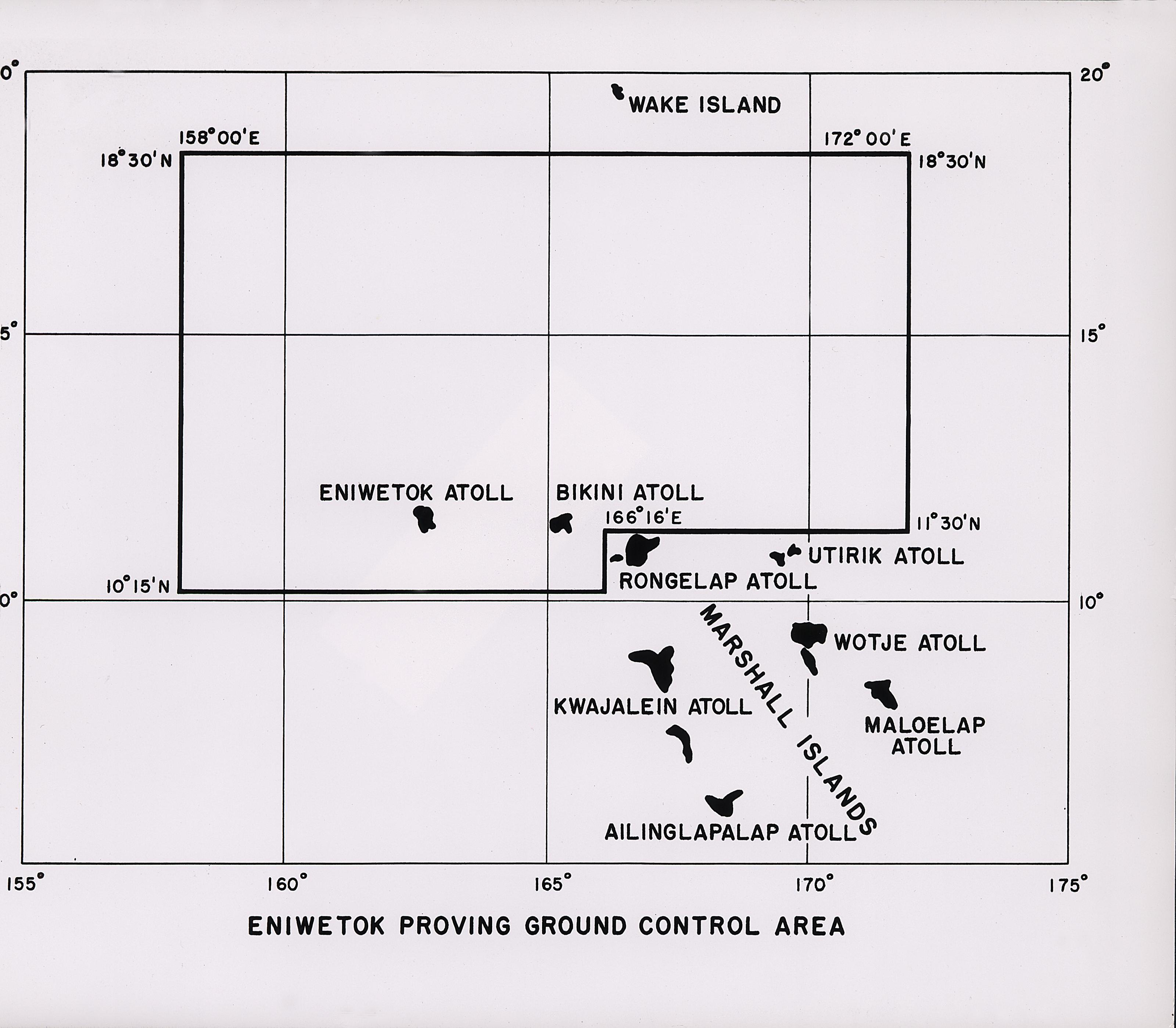
La parte più vasta dei Pacific Proving Grounds, comprendente alcune delle Isole Marshall.

Pacific Proving Grounds era il nome con cui il governo degli Stati Uniti d'America identificava una serie di luoghi localizzati nell'Oceano Pacifico, soprattutto nelle Isole Marshall, deputati allo svolgimento di test nucleari. Tali test, iniziati il 30 giugno 1946 con l'esecuzione del test Able, il primo dell'operazione Crossroads, nell'atollo di Bikini, si conclusero nel 1962, dopo l'esplosione di 105 ordigni nucleari.
Il 18 luglio 1947, gli USA siglarono un accordo con l'Organizzazione delle Nazioni Unite per la gestione delle isole della Micronesia con la creazione del Territorio fiduciario delle Isole del Pacifico, un'amministrazione fiduciaria delle Nazioni Unite situata in una zona ritenuta strategicamente importante dal governo statunitense che comprendeva circa 2 000 isole, sparse su una superficie di oltre 7800000 km² nell'Oceano Pacifico settentrionale. Cinque giorni dopo la firma dell'accordo, la Commissione per l'energia atomica degli Stati Uniti d'America istituì i Pacific Proving Grounds, per una superficie totale di oltre 360000 km².
Come detto, gli USA condussero ben 105 test nucleari, sia atmosferici che subacquei (ma non sotterranei) nel Pacifico, molti dei quali furono test ad elevata potenza, tanto che, sebbene i test nucleari condotti nelle Isole Marshall siano il 14% del totale di quelli effettuati dagli USA, la somma della potenza di questi test è pari all'80% del totale della potenza espressa da tutte le esplosioni nucleari statunitensi, con un valore pari a 210 Mt, di cui 15 espressi dal test Castle Bravo, condotto nel 1954, il più potente mai condotto dagli USA. Proprio quest'ultimo test fu tra i più criticati, poiché, a causa di errori nei calcoli della potenza espressa prevista, il fallout nucleare fu più ampio di quanto atteso, coinvolgendo molte delle isole circostanti l'area del test, diverse delle quali non erano state preventivamente evacuate.
Molte delle isole un tempo facenti parte dei Pacific Proving Grounds sono tutt'oggi ancora contaminate dal fallout nucleare, alcune così tanto da essere ritenute un posto non sicuro in cui vivere, e molti di quelli che abitavano sulle isole al tempo dei test hanno sofferto e stanno soffrendo di malattie evidentemente correlate alla radioattività. A partire dal 1956 gli Stati Uniti d'America hanno pagato ai marshallesi almeno 759 milioni di dollari come risarcimento per l'esposizione ai test nucleari. Non solo, in seguito all'incidente nel quale, durante il test Castle Bravo, fu affondato il peschereccio giapponese Daigo Fukuryu Maru, gli USA hanno pagato 15,3 milioni di dollari al Giappone.
In diversi studi è stato calcolato che circa l'1,6% dei cancri diagnosticati alla popolazione marshallese sia riconducibile ai test. Tali malattie sono la conseguenza dell'esposizione alle radiazioni ionizzanti provenienti dal fallout delle esplosioni depositatosi nel corso del periodo dei test (1948-1958) e dalle sorgenti residue di radioattività durante i dodici anni seguenti (1959-1970).

## Il Territorio fiduciario strategico

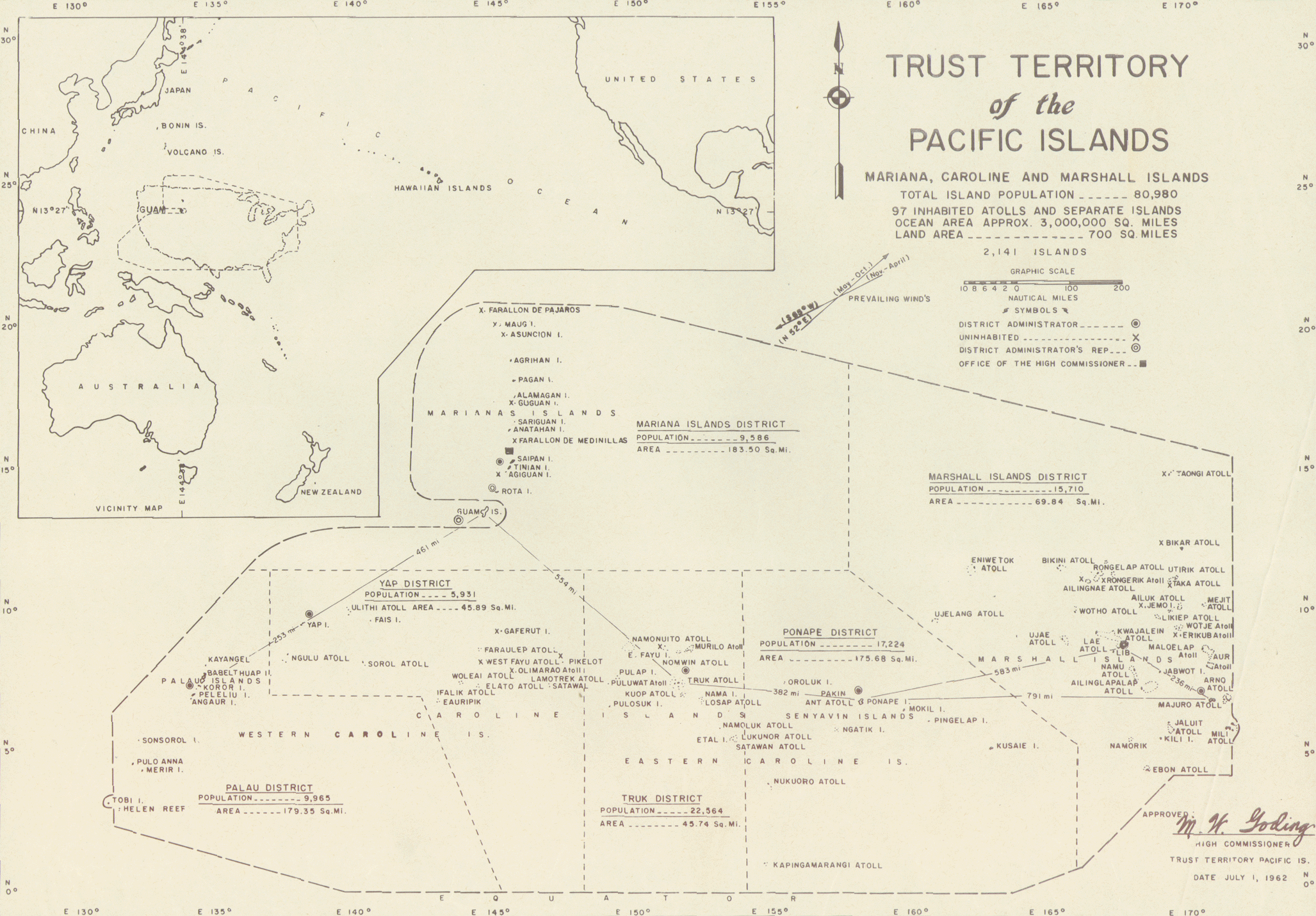
Mappa del Territorio fiduciario delle Isole del Pacifico (1961).

Il 18 luglio 1947, gli USA convinsero l'ONU, in quella che fu la prima e unica volta nella storia della Nazioni Unite, a designare le isole della Micronesia come territorio fiduciario strategico. La direttiva stabiliva che gli USA avrebbero dovuto "promuovere l'avanzamento economico e l'autosussitenza degli abitanti e che per raggiungere questo fine avrebbero...protetto gli abitanti dalla perdita delle loro terre e risorse...".
Il Territorio fu controllato dal quartier generale della marina militare statunitense situato a Guam fino al 1951, quando il controllo fu preso dal ministero degli interni USA, che lo amministrava da una base a Saipan, nelle Isole Marianne Settentrionali, il quale lo mantenne fino al 1986 (1994 nel caso della Repubblica di Palau), anno delle definitiva entrata in vigore del Trattato di Libera Associazione.
L'amministrazione del territorio da parte degli USA si rivelò sin da subito piuttosto problematica, se non del tutto disastrosa, basti pensare che, a dispetto della promessa di "proteggere gli abitanti", dal luglio 1946 al luglio 1947, i residenti dell'atollo di Bikini che erano stati ricollocati sul vicino atollo di Rongerik soffrirono la fame, cosicché, alla fine del 1947, anche sotto la pressione della stampa internazionale che criticava aspramente gli USA per essersi di fatto dimenticati di quelle persone (Harold Ickes, un politico ed editorialista statunitense, scrisse che "i nativi stanno effettivamente e letteralmente morendo di fame"), una squadra di investigatori statunitensi ordinò di ricollocarli nuovamente e immediatamente. Così, gli isolani furono infine spostati sull'isola di Kili, la quale però, non essendo circondata da una falesia, non garantiva ai nuovi abitanti il loro tradizionale stile di vita.
Ancora nel 1971, dopo 25 anni di amministrazione statunitense, Patsy Mink, allora membro della Camera dei Rappresentanti per lo Stato delle Hawaii, affermava che "Dopo aver ottenuto il diritto di controllare la Micronesia, gli Stati Uniti hanno permesso che le isole stagnassero e decadessero nell'indifferenza e nelle mancanza di assistenza...La popolazione è tutt'oggi impoverita e priva dei beni che noi consideriamo essenziali - un'adeguata educazione, un decente posto in cui vivere, buoni livelli di salute e strutture sanitarie moderne".

### Esposizione alle radiazioni
Come detto, a causa dell'elevato numero di test atmosferici, e specialmente dell'incidente occorso in occasione del test Castle Bravo del 1954, molte delle isole facenti un tempo parte dei Pacific Proving Grounds risultano tuttora inabitabili a causa dell'elevato fallout nucleare conseguente ai test e la popolazione residente nelle isole ai tempi dei test ha visto aumentare l'incidenza di diversi tipi di cancro e malformazioni congenite.
In uno studio del 2010 è stato poi calcolato che circa l'1,6% (con un range che va dallo 0,4% al 3,4%) dei cancri diagnosticati ai marshallesi che furono potenzialmente esposti alle radiazioni ionizzanti è direttamente riconducibile ai test effettuati nelle isole tra il 1948 e il 1958. Più nel dettaglio, i cancri riconducibili ai test nucleari salgono al 55% del totale (con un range di incertezza che va dal 28% al 69%) nel caso degli abitanti esposti degli atolli di Rongelap e Ailinginae, al 10% (range dal 2,4% al 22%) per le persone esposte dell'atollo di Utirik e al 2,2% (range dallo 0,5% al 4,8%) e 0,8% (range dallo 0,2% all'1,8%), rispettivamente, per le popolazioni esposte delle regioni a media latitudine, incluso l'atollo di Kwajalein, e nella regione più meridionale delle Marshall, inclusa la capitale Majuro.

### Rimborso
Come detto, a partire dal 1956, gli USA hanno pagato almeno 759 milioni di dollari come ricompensa agli abitanti delle Isole Marshall per la loro esposizione ai test nucleari statunitensi.
Nel giugno 1983, gli USA e le Isole Marshall hanno firmato il Trattato di Libera Associazione, il quale, tra le altre cose, ha garantito alla nazione insulare la completa indipendenza. I termini del trattato sono diventati effettivi dal 1986 e sono stati poi modificati nel 2003, con le modifiche divenute effettive nel 2004. In seguito al Trattato fu inoltre istituito il Tribunale per i Reclami Nucleari, a cui fu dato il compito di decidere l'entità dei rimborsi da elargire alle vittime del programma di test nucleari e alle loro famiglie, secondo quanto scritto nella sezione 177 del trattato. Le ricompense furono stabilite in 150 milioni di dollari da versare in un periodo di 15 anni agli abitanti degli atolli di Bikini, Enewetak, Rongelap e Utrik per il sostegno delle spese degli esami medici e radiologici e per venire incontro a tutti gli altri loro reclami. I pagamenti alla popolazione di Bikini iniziarono nel 1987 con un pagamento di 2,4 milioni di dollari diretto alla popolazione e con il versamento di 2,6 milioni in un fondo, il Bikini Claims Trust Fund, appositamente istituito e pensato per garantire agli isolani un interesse del 5% annuo.
Nel 1990, gli Stati Uniti d'America hanno anche approvato il Radiation Exposure Compensation Act, il quale permette di avanzare reclami in relazione ai test, non solo ai comuni cittadini ma anche a quelli impiegati attivamente nell'attuazione del test.
Il 5 marzo 2001, il Tribunale per i Reclami Nucleari, si pronunciò contro gli USA per i danni da essi arrecati alle isole e alla loro popolazioni. Il tribunale sentenziò un rimborso agli isolani di 563 315 500 dollari, al netto dei rimborsi già ottenuti. Tuttavia, il Congresso statunitense non ha mai finanziato tale pagamento, ricevendo di conseguenza un'ingiunzione da parte degli abitanti di Bikini. La Corte suprema degli Stati Uniti d'America ha poi rigettato l'appello degli isolani ad una sentenza emanata dalla Corte d'Appello federale statunitense, che aveva deciso di non costringere il governo a finanziare tale rimborso.
Al 2012, i fondi istituiti per soddisfare i reclami hanno prodotto da 6 a 8 milioni di dollari (al cambio attuale) all'anno di guadagno da investimenti, garantendo circa 15 000 dollari l'anno ad ogni famiglia di Bikini.

## Cronologia dei test

### Operazione Crossroads (1946)

L'esplosione del test sottomarino "Baker", il secondo test dell'Operazione Crossroads, nel 1946.

Il primo utilizzo dei Pacific Proving Grounds avvenne durante l'Operazione Crossroads, quando fu effettuato il primo test nucleare dopo i bombardamenti atomici di Hiroshima e Nagasaki. L'operazione consisteva nell'esecuzione di due test, con l'esplosione di due bombe a fissione, entrambe da 21 kilotoni di potenza, sull'atollo di Bikini. "Able" fu fatta esplodere a un'altitudine di 158 m il 1º luglio 1946, mentre "Baker" fu fatta detonare sott'acqua, ad una profondità di 27 m, il 25 luglio dello stesso anno. In entrambi i test, al fine di verificare gli effetti di un'esplosione atomica su una flotta navale, furono utilizzate due flottiglie di vecchi natanti già usati nella seconda guerra mondiale. L'esplosione di "Baker" creò un'ampia nuvola di condensazione, spargendo molta più acqua radioattiva sulle navi di quanto si fosse ipotizzato; molte delle navi sopravvissute all'esplosione, infatti, risultarono troppo "calde" per essere nuovamente utilizzate o decontaminate, tanto che si dovette procedere al loro affondamento.

### Operazione Sandstone (1948)
Nel 1948, come parte dell'operazione Sandstone, tre ordigni nucleari furono fatti esplodere nei pressi dell'atollo di Enewetak.

### Operazione Greenhouse (1951)
Nel 1951, come parte dell'Operazione Greenhouse, quattro ordigni nucleari furono fatti esplodere nei pressi dell'atollo di Enewetak. Due di essi furono particolarmente degni di nota: il test Item fu il primo nel quale fu utilizzato un prototipo di bomba a fissione amplificata, mentre il test George fu un esperimento termonucleare sviluppato per valutare la fattibilità di un sistema Teller-Ulam e quindi la possibilità di realizzare una bomba all'idrogeno.

### Operazione Ivy (1952)

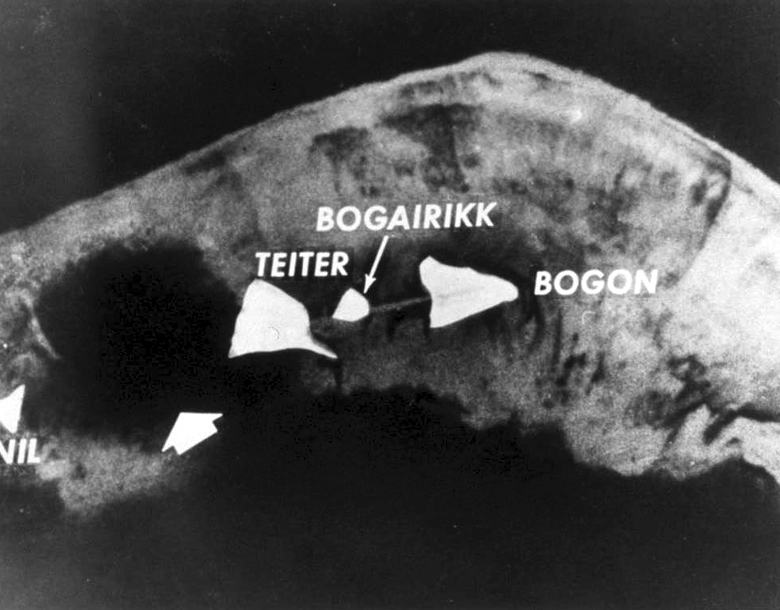
Un vasto cratere è tutto quello che rimane dell'isola di Elugelab dopo l'esplosione di Ivy Mike.

Nel 1952, come parte dell'Operazione Ivy, due ordigni nucleari furono fatti esplodere nei pressi dell'atollo di Enewetak. Uno di essi, Ivy King, fu la più potente bomba a fissione pura mai fatta esplodere ed espresse una potenza di 500 kilotoni, l'altro, Ivy Mike, fu invece il primo apparato di bomba all'idrogeno (era in effetti troppo grande per essere utilizzato come vera a propria arma) ed espresse una potenza di 10,4 megatoni.

### Operazione Castle (1954)

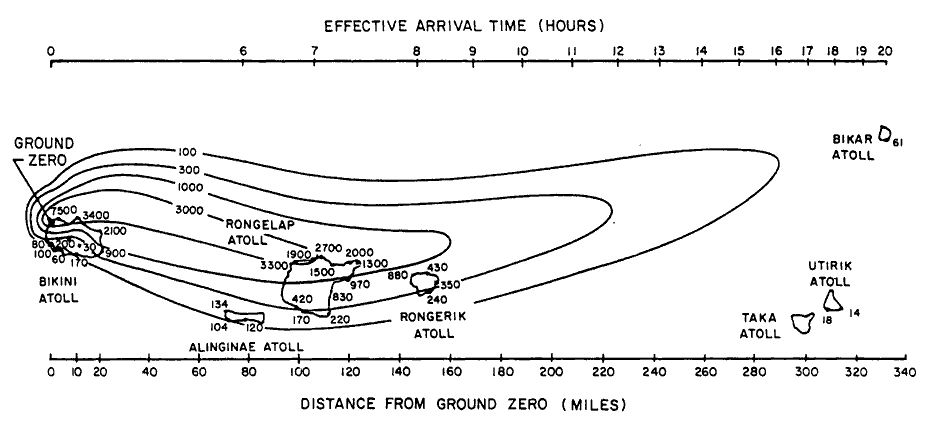
L'esplosione di Castle Bravo, nel 1954, causò la ricaduta di materiale radioattivo su molte delle Isole Marshall, diverse delle quali non erano state preventivamente evacuate.

Nel 1954, come parte dell'Operazione Castle, sei potentissimi ordigni nucleari furono fatti esplodere nei pressi degli atolli di Bikini e di Enewetak. Il più potente di esso fu il test Bravo, che fu anche la prima bomba all'idrogeno effettivamente utilizzabile in guerra mai prodotta dagli USA. L'esplosione espresse una potenza di 15 megatoni, più di due volte rispetto a quanto previsto, e la bomba resta a tutt'oggi il più potente ordigno mai fatto esplodere dagli USA. Il fallout nucleare risultante dal test si estese su un'area molto più vasta del previsto, includendo gli atolli Enewetak, Rongerik, Ailinginae e Rongelap. La marina militare statunitense fece evacuare gli isolani nei primi giorni seguenti all'esplosione, ma molti dei nativi patirono comunque le conseguenze dell'esposizione alle radiazioni, ammalandosi di cancro o dando alla luce bambini malformati negli anni seguenti all'evento. Vittime del test furono anche i membri dell'equipaggio del peschereccio giapponese Daigo Fukuryu Maru, uno dei quali morì poco dopo l'esplosione per le conseguenze dell'esposizione alle radiazioni, il tutto causando anche un notevole imbarazzo internazionale.

### Operazione Redwing (1956)
Nel 1956, come parte dell'operazione Redwing, diciassette ordigni nucleari furono fatti esplodere nei pressi degli atolli di Bikini e di Enewetak. Molti di essi erano stati progettati per valutare le possibili conformazioni di un'arma termonucleare ed avevano una potenza che andava dai 2 ai 5 megatoni.

### Operazione Hardtack I (1958)
Nel 1958, come parte dell'operazione Hardtack I, ben trentacinque ordigni nucleari furono fatti esplodere nei pressi degli atolli di Bikini e di Enewetak e dell'isola Johnston, un'isola statunitense facente parte dell'omonimo atollo e situata a circa un terzo della distanza fra le Hawaii e le Isole Marshall. 

### Operazione Dominic (1962)
Nel 1962, nel corso delle Operazioni Dominic I e II, ben trentasei ordigni nucleari furono fatti esplodere in diversi siti dell'Oceano Pacifico, nelle vicinanze dell'atollo Johnston e dell'atollo di Kiritimati. Questi test, pur essendo stati condotti al di fuori del Territorio fiduciario delle Isole del Pacifico sono comunque stati effettuati in territori ufficialmente facenti parte dei Pacific Proving Grounds. La parte di test delle serie Dominic condotta in alta atmosfera era conosciuta come Operazione Fishbowl. Uno di questi test riguardava i missili anti-sottomarino ASROC mentre un altro riguardava i missili balistici lanciati da sottomarini (SLBM) Polaris (l'ultimo di questi test, il Frigate Bird, fu l'unico test operativo di SLBM con testata attiva mai eseguito dagli USA).

## Trattato sulla messa al bando parziale degli esperimenti nucleari
La firma del trattato sulla messa al bando parziale degli esperimenti nucleari nel 1963 proibì i test nucleari atmosferici e sottomarini e di conseguenza gli Stati Uniti d'America cessarono di condurre test nei Pacific Proving Grounds, portando avanti i propri esperimenti (tutti tranne dieci) nel Nevada Test Site fino alla loro totale conclusione nel 1992.

## Nomi geografici
Sia l'atollo di Bikini che quello di Enewetak sono composti da un gran numero di isole. Nel tempo sono stati assegnati diversi nomi alle varie isole e la confusione relativa ai nomi (e alle loro traslitterazioni) è stata a sua volta fonte di altro caos, aumentato anche dal fatto che, essendo queste isole praticamente al livello del mare, molte di esse appaiono e scompaiono periodicamente e possono talvolta apparire fuse tra loro. Quello che segue è un elenco delle isole fatto, per ogni atollo, a partire dal lato sinistro del più ampio tra gli accessi alla laguna dell'atollo e proseguendo in senso orario. L'elenco comprende i nomi ufficiali in marshallese, i nomi militari statunitensi utilizzati durante l'amministrazione e il periodo dei test nucleari, i nomi giapponesi utilizzati durante l'occupazione nel corso della seconda guerra mondiale e alcuni nomi raccolti da altre fonti.

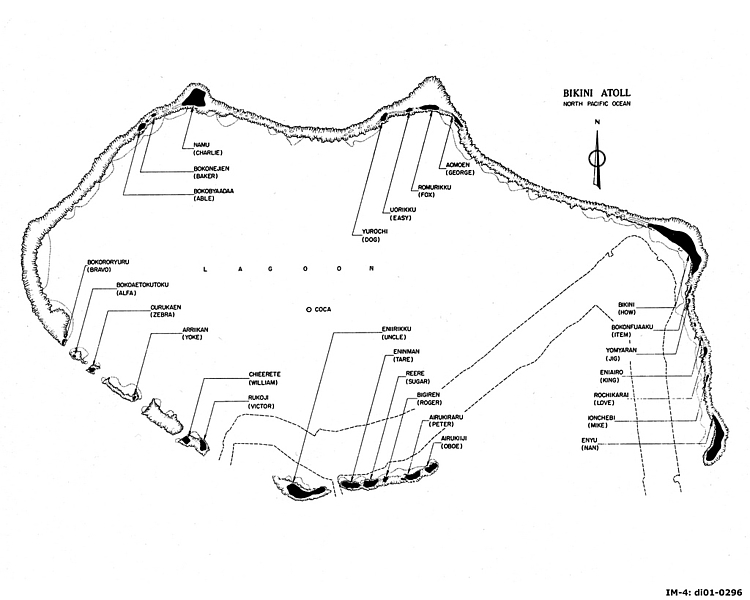
Una mappa dell'atollo di Bikini precedente ai test nucleari.

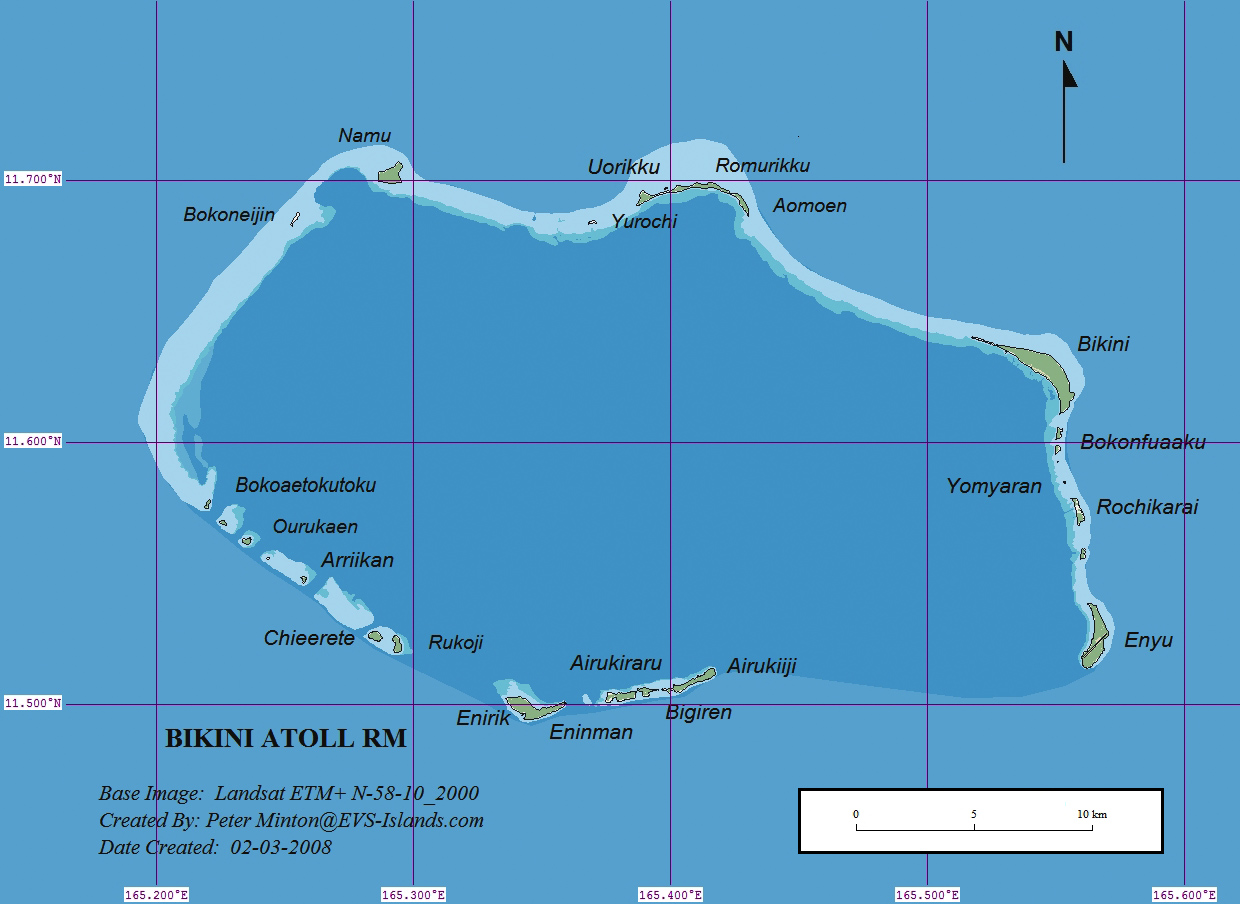
Una mappa dell'atollo di Bikini nel 2008. Le isole di Bokonijien, Aerokojlol e Nam sono state vaporizzate da test nucleari.

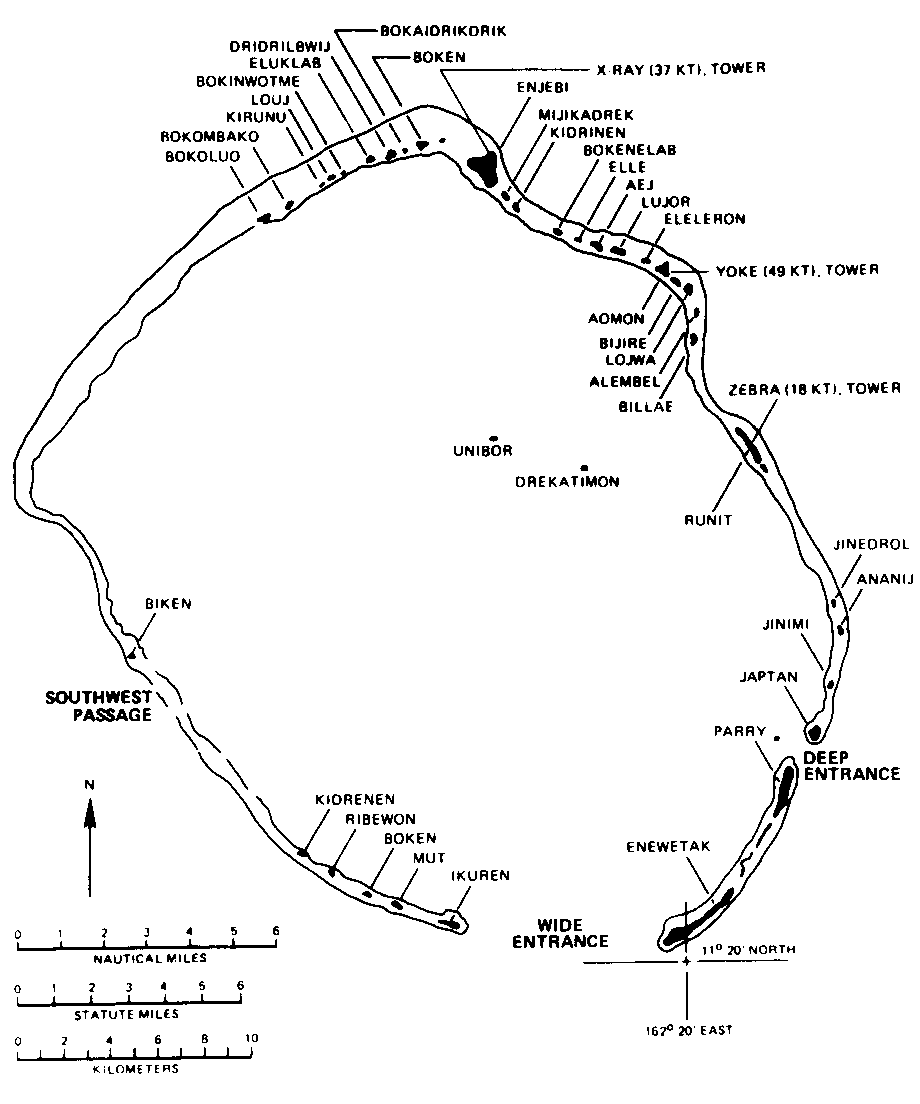
Una mappa dell'atollo di Enewetak precedente ai test nucleari, l'isola di Elugelab, qui indicata come Eluklab, è stata vaporizzata dal test Ivi Mike.

| Nome marshallese | Nome militare statunitense | Nome giapponese | Altre fonti            |
| ---------------- | -------------------------- | --------------- | ---------------------- |
|                  |                            |                 | Aerokoj                |
| Aerokojlol       | Peter                      | Airukiraru      | Aerokoj                |
| Bikdrin          | Roger                      | Bigiren         |                        |
| Lele             | Sugar                      | Reere           |                        |
| Enemen           | Tare                       | Eniman          |                        |
| Enidrik          | Uncle                      | Enirik          |                        |
| Lukoj            | Victor                     | Rukoji          |                        |
| Jelete           | William                    | Chieerete       |                        |
| Adrikan          | Yoke                       | Arrikan         |                        |
| Oroken           | Zebra                      | Ourukaen        |                        |
| Bokaetoktok      | Alpha                      | Bokoaetokutoka  |                        |
| Bokdrlul         | Bravo                      | Bokororyuru     | Bokdrolul              |
|                  |                            |                 | Bokbata                |
|                  |                            |                 | Bokonejein             |
| Nam              | Charlie                    | Namu            |                        |
| Iroij            | Dog                        | Yurochi         |                        |
| Odrik            | Easy                       | Yorikku         |                        |
| Lomilik          | Fox                        | Romurikku       |                        |
| Aomen            | George                     | Aomeon          | Aomoen                 |
| Bikini           | How                        | Bikini          |                        |
| Bakantauk        | Item                       | Bokonfaaku      | Bokonfuaaku, Bokantuak |
| Lomelen          | Jig                        | Yomyaran        | Iomeman                |
| Enealo           | King                       | Eniairo         |                        |
| Rojkere          | Love                       | Rochikarai      | Rokere                 |
| Eonjebi          | Mike                       | Ionchebi        |                        |
| Eneu             | Nan                        | Enyu            |                        |

1. ↑  Una mappa mostra Aerokoj separata da Aerokojlol.

| Nome marshallese | Nome militare statunitense | Nome giapponese | Altre fonti                 |
| ---------------- | -------------------------- | --------------- | --------------------------- |
| Ikuren           | Glenn                      | Igurin          |                             |
| Mutt             | Henry                      |                 | Mui, Buganegan              |
| Boken            | Irwin                      | Pokon           | Bogan                       |
| Ribewon          | James                      | Ribaion         | Libiron                     |
| Kidrenin         | Keith                      | Giriinien       | Girinian, Kiorenen, Grinem  |
| Biken            | Leroy                      | Rigli           | Rigili                      |
| Unibor           | Mack                       |                 |                             |
| Drekatimon       | Oscar                      |                 |                             |
|                  | Noah                       |                 |                             |
| Bokoluo          | Alice                      |                 | Bogallua                    |
| Bokombako        | Belle                      |                 | Bogumbogo                   |
| Kirunu           | Clara                      | Ruchi           | Kiruna                      |
| Louj             | Daisy                      | Cochiti         |                             |
| Bocinwotme       | Edna                       |                 | Bokinwotme, San Idelfonso   |
| Elugelab         | Flora                      |                 | Eluklab, Eybbivae           |
| Dridrilbwij      | Gene                       | Teiteiripucci   | Teiteir, Lidilbut           |
| Bokaidrikdrik    | Helen                      |                 | Bogairikk, Bogeirik         |
| Boken            | Irene                      |                 | Bokon, Bogon                |
| Enjebi           | Janet                      |                 | Engebi                      |
| Mijikadrek       | Kate                       | Mujinikaroku    | MuzinBaarappu, Mujinkarikku |
| Kidrinen         | Lucy                       | Kirinian        |                             |
| Taiwel           | Percy                      |                 | Billee                      |
| Bokenelab        | Mary                       | Bokonaarappu    | Bokenelan                   |
| Elle             | Nancy                      | Yeiri           |                             |
| Aej              | Olive                      | Aitsu           |                             |
| Lujor            | Pearl                      | Rujoru          | Rujiyoru                    |
| Eleleron         | Ruby                       | Ebeiru          | Eberiru                     |
| Aomen            | Sally                      |                 | Aomon                       |
| Bijire           | Tilda                      | Biljiri         |                             |
| Lojwa            | Ursula                     | Rojga           | Rojoa                       |
| Alembel          | Vera                       | Aaraanbiru      | Arambiru                    |
| Billae           | Wilma                      | Piiraar         | Piirai                      |
| Runit            | Yvonne                     |                 |                             |
| Runit Southern   | Zona                       |                 |                             |
| Boko             | Sam                        |                 |                             |
| Munjor           | Tom                        |                 |                             |
| Inedral          | Uriah                      |                 |                             |
|                  | Van                        |                 |                             |
| Jinedrol         | Alvin                      | Chinieero       | Jinedrol                    |
| Ananij           | Bruce                      | Aniyaanii       |                             |
| Jinimi           | Clyde                      | Chinimi         |                             |
| Japtan           | David                      | Anarij          |                             |
| Jedrol           | Rex                        | Jieroru         | Jeroru, Muti                |
| Medren           | Elmer                      |                 | Parry                       |
| Bokandretok      | Walt                       |                 |                             |
| Eniwetok         | Fred                       |                 | Enewetak                    |